# Johann Heinrich Brockmann
Johann Heinrich Brockmann (* 4. März 1767 in Liesborn; † 27. September 1837 in Münster) war ein deutscher römisch-katholischer Theologe, Geistlicher und Hochschullehrer.

## Leben
Brockmann wuchs in unmittelbarer Nähe zur Abtei Liesborn auf, in die sein älterer Bruder eintrat. Brockmann erhielt seine Schulbildung auf dem Gymnasium Paulinum in Münster, an die er das Studium der Theologie an der Universität Münster anschloss. Bereits während der Studienzeit war er als Lehrer der Psychologie an der münsterischen fürstbischöflichen Militärakademie tätig. Er wechselte 1788 an die Universität Dillingen und unternahm von dort aus, auf Veranlassung seines akademischen Lehrers und Freundes Johann Michael Sailer, 1789 eine Studienreise durch die Schweiz und Süddeutschland. Zu seinen Studienfreunden in Dillingen zählte Christoph von Schmid. Im Jahr 1790 erhielt er in Dillingen zunächst die Weihe zum Subdiakon und kurz darauf zum Diakon. Anschließend kehrte er nach Münster zurück, hielt aber weiter den Kontakt mit Sailer aufrecht. In Münster empfing er am 29. Mai 1790 die Priesterweihe.
Brockmann wurde als junger Priester 1790 Lehrer für Mathematik und Geschichte am Gymnasium Paulinum, wurde Schulprediger in der St.-Petri-Kirche und schließlich Professor am Gymnasium. In dieser Zeit war Franz von Fürstenberg sein Förderer. Er erhielt von ihm ein hervorragendes Zeugnis für seine Arbeit am Gymnasium und darauf 1800 eine Professur der Moralphilosophie an der Philosophischen Fakultät der Universität Münster. Zum 22. Februar 1801 wurde er zum Stiftsdechant, Leiter dieses Stifts und Pfarrer der Stiftskirche St. Martini ernannt. Außerdem war er von 1801 bis 1804 Inhaber der Blutsvikarie Wadersloh, die er aber aufgrund der Residenzpflicht aufgeben musste. Da es ihm in Münster nicht möglich war, wurde er 1802 an der Universität Paderborn zum Dr. phil. promoviert. 1803 wechselte er auf eigenen Wunsch auf den Lehrstuhl für Pastoraltheologie an die Theologische Fakultät der Universität Münster.
Brockmann zeichnete sich in den Jahren 1812 und 1813 als unermüdlicher Seelsorger aus, als in Münster ein Nervenfieber eine große Menge an Sterbefällen verursachte. Napoleon ernannte ihn 1813 zum Domkapitular, wobei er von 1814 bis 1826 auch das Amt des Dompredigers innehatte. Durch den Bischofsvertreter Ferdinand August von Spiegel erhielt er 1813 den Auftrag, den Gottesdienst in Münster zu reformieren. Auch nach der Auflösung der Universität in eine Philosophisch-Theologische Akademie mit Medizinerausbildung behielt er seine Stellung an der Hochschule. 1822 wurde er durch die Universität Breslau mit der theologischen Ehrendoktorwürde (Dr. theol. h. c.) ausgezeichnet. Im Studienjahr 1828/1829 bekleidete er zudem das Amt des Rector magnificus der Hochschule.
Brockmann gehörte zum Kreis um Amalie von Gallitzin. Er war zudem Mitbegründer vom Verein für Geschichte und Altertumskunde Westfalens, Abt. Münster.
Brockmann wurde nach der Reorganisation des Domkapitels zum 7. August 1823 zum Canonicus theologus ernannt, allerdings mit der Auflage sein Pfarramt an der St.-Martini-Kirche aufzugeben. Noch am 16. Mai 1837 erhielt er das Amt des Dompropstes, starb jedoch bereits im September desselben Jahres an einem Schlaganfall. Er wurde auf dem Alten Friedhof der Stadt beigesetzt. Er galt als sehr beliebter Lehrer an der Hochschule.

## Werke (Auswahl)
Brockmann gehörte zum Autorenkreis des Westfälischen Anzeigers.
- Geistliche Übungen des hl. Ignatius, Theising, Münster 1787.
- Handbuch der alten Weltgeschichte, 3 Bände, Waldeck, Münster 1800–1803.[Digitalisat 1]
- Homilien und Predigten auf alle Sonn- und Festtage des Kirchenjahres, 4 Bände, Coppenrath, Münster 1826–1830.
- Pastoralanweisung zur Verwaltung der Bussanstalt in der katholischen Kirche nach den Bedürfnissen unseres Zeitalters, 2 Bände, Theissing, Münster 1836–1838.

## Digitalisate
1. ↑  Handbuch der alten Weltgeschichte als Digitalisat der Universität Halle